# Porous
Porous ist eine deutsche Band aus Berlin. Seit 2000 spielen sie in der nebenstehend genannten Besetzung. Ursprünglich stammt die Band aus Neubrandenburg.

## Bandgeschichte
Ihr erstes Album (Day My Friend) nahmen Porous 2003 im Lakeside-Studio Harnekop bei Dirk Burke auf. Dieser arbeitete u. a. auch mit Mariannenplatz zusammen.
Das zweite Album, das 2008 erschienen ist, wurde im Radio Büllebrück Studio mit Tobias Siebert aufgenommen.
Porous tourten bisher gemeinsam mit Fotos und Virginia Jetzt!. Sie spielten als Support u. a. mit The Libertines, Buffseed, Seafood, Readymade, The Electric Club, Crash Tokio und Samba. Im Herbst 2004 tourten Porous durch Spanien.

## Diskografie

### Album
- 2004: Day My Friend (Firestation Records / Alive)

### EPs
- 2000: Coming Down to Take Off (Second Choice Records)

## Kompilationen
- 2000: Breaking In auf dem Immergut-Sampler #1
- 2001: It's All Over auf dem Immergut-Sampler #2
- 2001: Breaking In auf dem Kontraphon Sampler Ich träumte von…
- 2002: Better Days auf dem Immergut-Sampler #3
- 2002: She's Gone auf Pop You 2 (For Those About To Pop) (Hobby Deluxe)
- 2003: It's All Over auf dem High-Fidelity-Sampler Verliebt in London
- 2003: Meet My Maker auf BluNoise Vol. 5
- 2004: Day My Friend auf dem Immergut-Sampler #5
- 2004: Music auf dem Obstwiesenfestival-Sampler
- 2004: Set and Ready auf dem Populario-Sampler
- 2004: Set and Ready auf dem Digging-Your-Scene-Sampler

## Coverversionen
Porous covern auf ihrem Album Day My Friend den Titel Waiting for that Day von George Michael. Der Song enthält ein Zitat der Rolling Stones: You Can’t Always Get What You Want. Von dieser Coverversion gibt es einen Remix, der als Hidden Track auf Day My Friend veröffentlicht ist.